# Fernando Cabrera Cantó
Fernando Cabrera Cantó (Alcoy, 1866-Alcoy, 1937) fue un pintor y escultor español.

## Biografía y obra

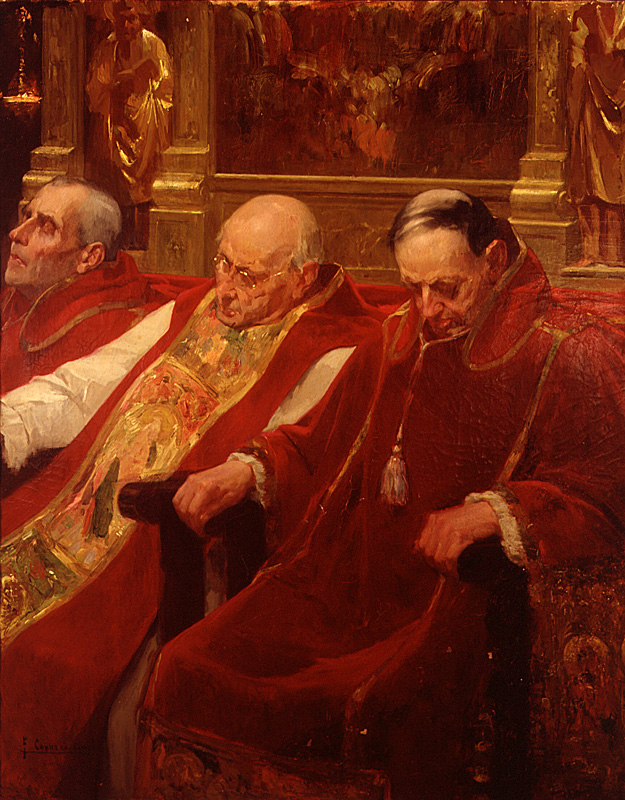
Sermón soporífero (Museo de Bellas Artes de Valencia)

Nacido en Alcoy el 9 de octubre de 1866, inició su formación artística en la Real Academia de Bellas Artes de San Carlos de Valencia, donde fue discípulo del pintor alcoyano Lorenzo Casanova Ruiz, los completó en Madrid con Casto Plasencia y en Italia, país al que pudo viajar gracias a una pensión concedida por la Diputación Provincial de Alicante.
Colaboró con el arquitecto Vicente Pascual Pastor en la decoración de la Casa del Pavo, una de las obras más destacadas del modernismo en Alcoy. En la parte trasera de este edificio ubicó su estudio de pintura.  
En la Exposición Nacional de Bellas Artes del año 1890 obtuvo la medalla de plata con un lienzo titulado Huérfanos, y en la celebrada en 1906 alcanzó la medalla de oro con la obra Al abismo. 
Su obra está muy influida por la del siglo XIX, principalmente por los pintores Mariano Fortuny, Ignacio Pinazo Camarlench y Eduardo Rosales, con conexiones modernistas.
 Muchos de sus cuadros tienen carácter social, mientras que en otros representan escenas costumbristas, paisajes y retratos. Falleció en Alcoy el 1 de enero de 1937.